# Marais Steyn
Stephanus Jacobus Marais Steyn (né le 25 décembre 1915 à Dordrecht et mort le 12 juillet 1998 à Stellenbosch) est un journaliste et un homme politique d'Afrique du Sud, membre du parlement pour Alberton (1948-1953), Vereeniging (1953-1958), Yeoville (1958-1974) et Turffontein (1974-1980).
Membre successivement du parti uni (1948-1973) puis du parti national, il est ministre des Affaires indiennes et du Tourisme (1975-1977) ainsi que ministre du Développement communautaire (1978-1980) dans les gouvernements Vorster et Botha. 
En 1980, il est nommé ambassadeur à Londres et termine sa carrière politique en 1986 après avoir été ambassadeur d'Afrique du Sud au Transkei.    

## Biographie
Né le jour de Noël 1915 dans la région du Cap-Oriental, il fait ses études à l'université du Cap et à l'université de Witwatersrand et devient journaliste à Die Vaderland.
La carrière politique de Marais Steyn commence par un coup d'éclat électoral en 1948. Âgé d'à peine 33 ans, Steyn est candidat du parti uni, sans vraiment d'espoir de victoire, contre Hendrik Verwoerd, l'un des plus importants idéologues du parti national et de l'apartheid. Contre toute attente, Steyn remporte l'élection et la circonscription d'Alberton avec 171 voix de majorité. Lors des élections générales sud-africaines de 1953, il remporte la circonscription de Vereeniging face au député sortant, Jack Loock (parti national).
De nouveau candidat en 1958 à Vereeniging, il est battu par Blaar Coetzee. Steyn récupère le siège de Leo Kowarsky, démissionnaire, pour retourner au parlement en tant que député de Yeoville. Il remporte par la suite la circonscription lors des élections générales de 1961, 1966 et 1970 avec de confortables majorités.
De 1963 à 1972, Marais Steyn est le chef du parti uni au Transvaal ainsi qu'un conseiller proche de Sir De Villiers Graaff, le chef national du parti uni.  
En août 1972, Steyn est mis en minorité à la direction du parti uni au Transvaal par la jeune garde réformiste du parti mené par Harry Schwarz, qui le trouve trop conservateur. En août 1973, il démissionne de ses responsabilités au sein du département de l'information du parti uni, après une virulente confrontation avec Schwarz qui l'estime être trop attaché au maintien de la domination blanche en Afrique du Sud et peu enclin à soutenir le principe d'un partage du pouvoir avec la majorité noire. Le 1er septembre 1973, après avoir confirmé son soutien au principe du maintien d'un leadership blanc en Afrique du Sud, il annonce sa démission du parti uni et son ralliement au parti national du premier ministre John Vorster, espérant provoquer le ralliement derrière lui des membres les plus conservateurs du parti uni, mais c'est un échec. 
Lors des élections du 26 avril 1974, Steyn est élu dans la circonscription de Turffontein contre André Fourie, le député sortant du parti uni, alors que Harry Schwarz, le chef de file des réformistes du parti uni et son successeur à la direction du parti au Transvaal, remporte son ancienne circonscription de Yeoville. En 1975, il entre au gouvernement de John Vorster en tant que ministre du tourisme et des Affaires indiennes. Plus tard, il fut également ministre du développement communautaire. 
En 1980, Pieter Botha le nomme ambassadeur d'Afrique du Sud au Royaume-Uni puis plus tard au Transkei.
Il meurt à 83 ans en 1998 à Stellenbosch des suites d'insuffisances cardiaques.

### Sources
- « Présentation de dirigeants sud-africains des années 1970 et 1980 »(Archive.org • Wikiwix • Archive.is • Google • Que faire ?)

1. ↑  A SURVEY OF RACE RELATIONS, 1973, p 8
2. ↑  Africa Institute Bulletin, Volume 12, 1974, p 159
3. ↑  SA General election results